# لورينزو دبليو. إيلدر
لورينزو دبليو. إيلدر (بالإنجليزية: Lorenzo Welton Elder)‏ هو سياسي أمريكي، ولد في 15 أبريل 1820 في غويلفورد في الولايات المتحدة، وتوفي في 11 مايو 1892 في هوبوكين في الولايات المتحدة. انتخب عمدة هوبوكين ‏.